# Megasis
Megasis is een geslacht van vlinders van de familie snuitmotten (Pyralidae), uit de onderfamilie Phycitinae.

## Soorten
- M. acomptella Ragonot, 1888
- M. alpherakii Ragonot, 1887
- M. barrettae Hampson, 1901
- M. bourgogneella Lucas, 1942
- M. cuencella Caradja, 1916
- M. dilucidella Duponchel, 1836
- M. hyrcanella Ragonot, 1893
- M. ledereri Ragonot, 1893
- M. lesurella Lucas, 1932
- M. libanoticella Zerny, 1934
- M. maritimella Caradja, 1910
- M. mimeticella Staudinger, 1879
- M. noctileucella Ragonot, 1887
- M. nubigerella Ragonot, 1887
- M. parvella Amsel, 1951
- M. pempeliella Zerny, 1935
- M. pistrinariella Ragonot, 1887
- M. prodomella Duponchel, 1836
- M. pupillatella Ragonot, 1887
- M. rippertella (Zeller, 1839)
- M. safedella Amsel, 1970
- M. shahidanella Amsel, 1970
- M. tolli Amsel, 1954